# Monastero dei Francescani (Rocca Imperiale)

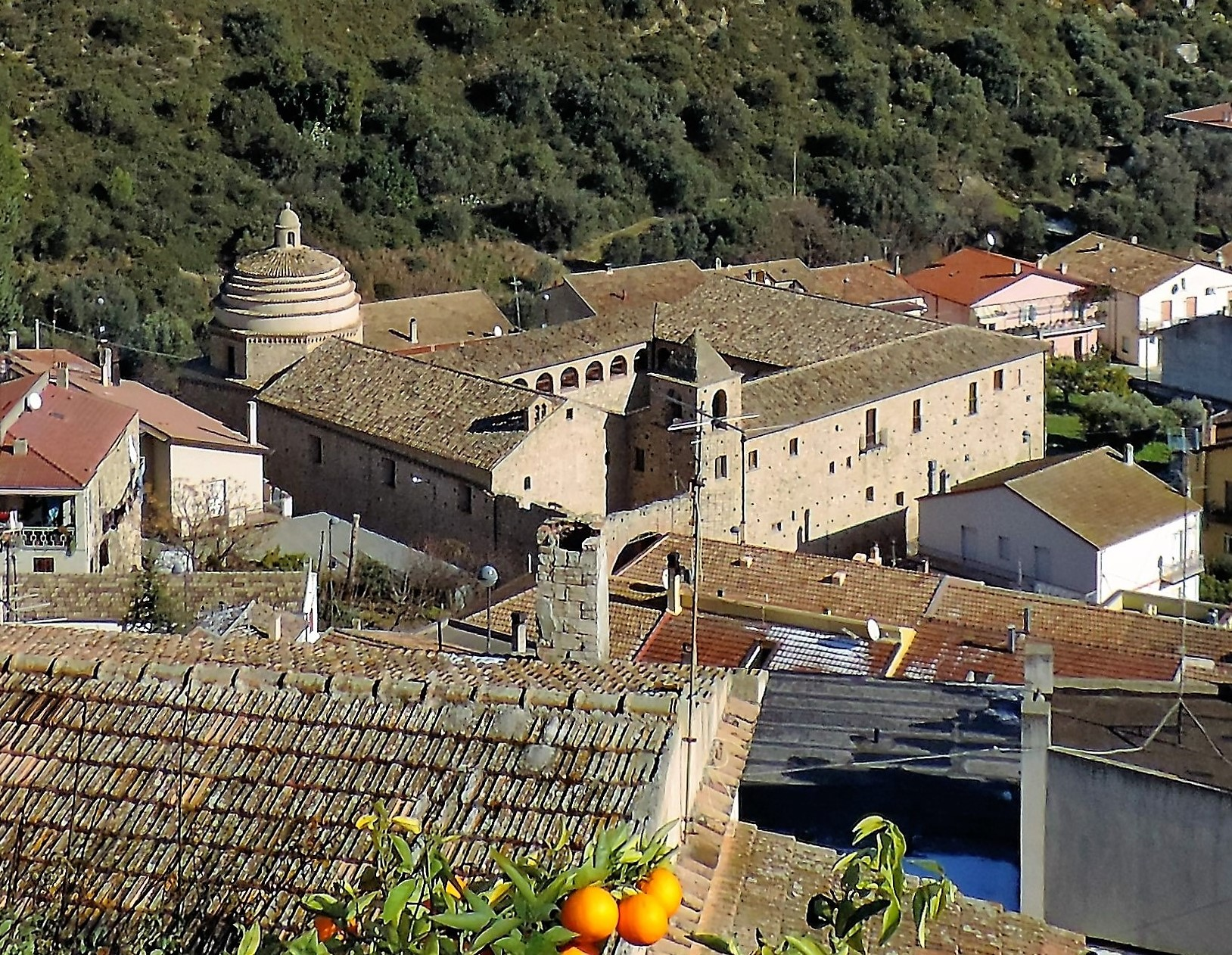
Veduta del convento dal belvedere della Chiesa Madre

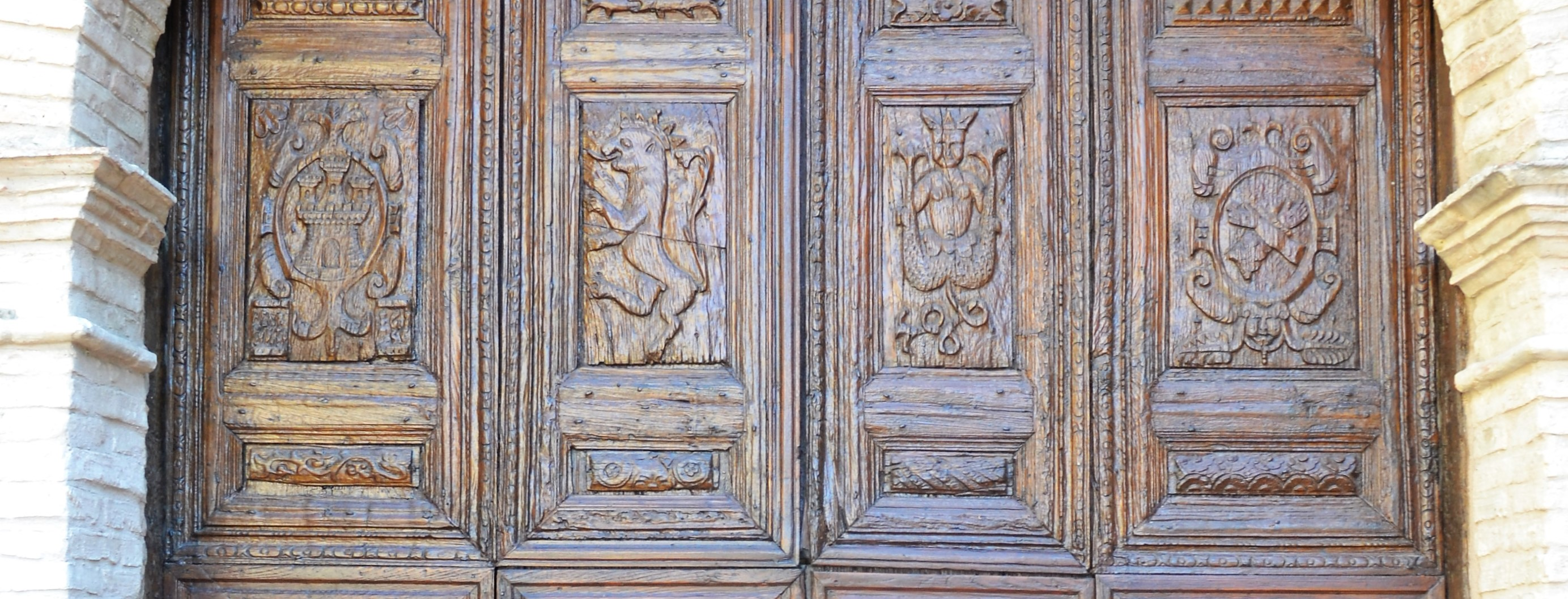
Le quattro formelle con le insegne araldiche dei regni di Castiglia, di Leòn e del regno di Napoli. Sulla destra lOrdine dei frati Minori Francescani.

Il convento francescano sito nel comune
di Rocca Imperiale in provincia di Cosenza.

## Storia e descrizione
Nel Registrum Ballarum, al numero XIII, troviamo il "diploma" con cui i Frati Minori Francescani dell'Osservanza Regolare della provincia di Basilicata furono autorizzati a costruire in Rocca Imperiale un Monasterium seu Conventum…cum Dormitorio, Refectorio, Officinis, Campana, Campanili, aliusque ad id necessariis (27 giugno 1562).
È questa la data in cui fu autorizzata la costruzione del convento; avuta dunque l'autorizzazione, si ritiene che i frati si siano dati subito da fare e abbiano messo mano senza indugi alla fabbrica. Verosimilmente fu costruito dapprima qualche locale per alloggiarvi i frati che dovevano soprintendere all'opera e subito dopo cominciarono i lavori di costruzione della chiesa, che si presume fosse già pronta per il culto, ma non del tutto ultimata, nel 1583 (questa data si legge a piè della colonna che sorregge l'acquasantiera). Contemporaneamente fu costruito anche il convento nelle sue parti essenziali e funzionali.
Il prof. G. Fiore fa riferimento ad una data – 1617 – anticamente leggibile sul portone d'ingresso della chiesa; pertanto è da ritenere che prima della data sopra indicata, si accedesse alla chiesa mediante una porticina provvisoria in attesa del completamento dei lavori.
Ci vollero dunque circa 21 anni perché la chiesa fosse aperta ai fedeli e altri 34 per ultimarla. La cosa non deve sorprendere se si tiene conto che i Frati erano Francescani e per di più Osservanti e che vivevano perciò di questua. Chiunque poi visiti la chiesa constaterà che si tratta non di una delle solite chiesette e cappelle disseminate un po' dappertutto ma di una chiesa delle dimensioni piuttosto notevoli e arricchita di coro, sacrestia e una cupola relativamente grande.
La struttura, che a noi oggi sembra complessa, in realtà non si discosta dal modello classico dell'architettura francescana: come tutti i conventi dell'epoca, era dotata di chiostro con cisterna, porticato, celle, Chiesa. È da notare invece la semplicità delle linee e il tentativo di qualche bravo frate nel rendere bello e artistico qualche dettaglio: le cornici interne ed esterne della cupola, i capitelli dei pilastri della cisterna, ecc. e rilevante è anche il grande impegno e amore, nonché il senso artistico, dell'artista che ha scolpito il portone di ingresso della chiesa arricchendolo di formelle con figure allegoriche.
Per circa 40 anni in seguito alla sua costruzione il convento rimase abbandonato a sé stesso senza un minimo di custodia e il suo deterioramento fu inevitabile, tramutandosi anche in ricovero per pecore. Da qui in seguito le vicissitudini che lo concernano sono numerosissime.